# NGC 6493
NGC 6493 (również PGC 60961 lub UGC 11011) – galaktyka spiralna z poprzeczką (SBcd), znajdująca się w gwiazdozbiorze Smoka. Odkrył ją Lewis A. Swift 5 czerwca 1885 roku.